# シチリア料理

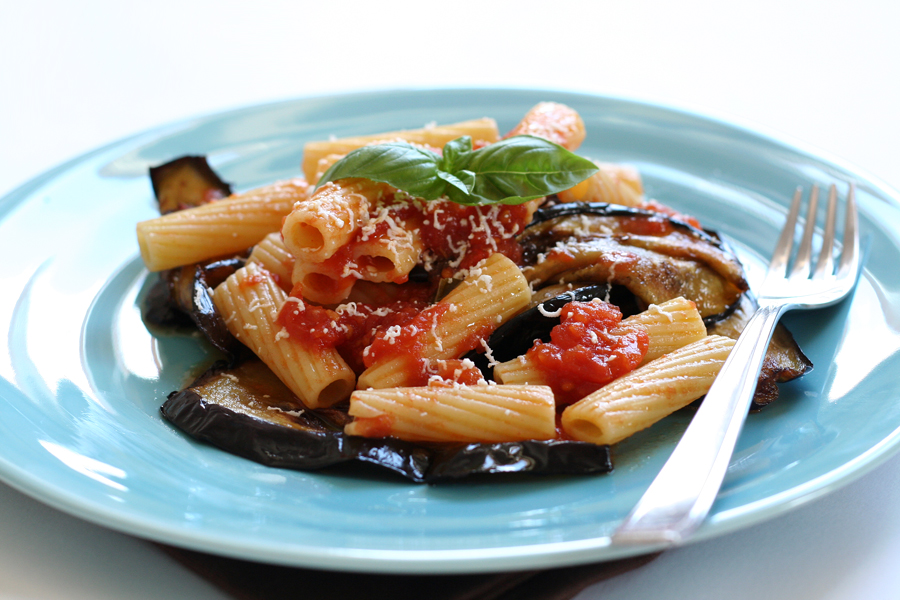
カターニアのパスタ・アッラ・ノルマは、シチリアで最も歴史的かつ象徴的な料理の一つである。

シチリア料理（シチリアりょうり）は、イタリア南西部の島嶼であるシチリア島の料理様式である。過去2000年にわたってシチリア島に存在したあらゆる文化の痕跡を見ることができる。シチリア料理はイタリア料理との共通点が多いものの、ギリシャやスペイン、ユダヤ、マグレブ、アラブなどの影響も受けている。
紀元前5世紀に生まれたシチリアの料理人ミタエクスは、シチリア料理の知見をギリシャに伝えたとされる。ミタエクスの料理本はギリシャ語で書かれた最初のものであり、名前が知られているあらゆる言語において、最古の料理本の著者である。

## 歴史
シチリア島の大部分では、最初の入植者である古代ギリシャ人が入植した。ギリシャ人入植者は魚や小麦、オリーブ、ブドウ、ソラマメ、ヒヨコ豆、レンズ豆、アーモンド、ピスタチオ、新鮮な野菜を食した。10世紀から11世紀初頭にかけてはシチリア島がイスラム勢力に支配され、砂糖や柑橘類、米、干し葡萄、松の実のほか、サフランやナツメグ、シナモンなどの香辛料の使用にアラブの影響を辿ることができる。肉料理を好むなど、ノルマン人の影響も認められる。島内に居住したユダヤ人は、オリーブオイルで炒めたニンニクをソースに取り入れた点でシチリア料理に影響を与えた。その後にスペイン人が、カカオやトウモロコシ、ピーマン、ズッキーニ、ジャガイモ、トマトなどの多くの農産物を新大陸からもたらした。シチリア島における料理の多くは、ナスやアーティチョーク、トマトといった新鮮な野菜や、マグロや鯛、鱸、イカ、メカジキなどの魚を多く用いる。島最西端に位置するトラーパニでは、クスクスを使うなど北アフリカ料理の影響が色濃く見られる。

## 料理

### 前菜
前菜はアンティパストと呼ばれ、シチリア料理では重要である。一般的なシチリア料理の前菜には、カポナータやガト・ディ・パタテ（ジャガイモとチーズのパイの一種）がある。

### スープ
マックはソラマメを主たる原料とするシチリアのスープ料理であり、古代からの農民食であり、主食である。マック・ディ・サン・ジュゼッペ（原義は聖ヨセフのマック）は、様々な食材とマックからなるシチリアの伝統料理であり、シチリア島では聖ヨセフの日に供されることがある。これは食料庫を整理することで、春に収穫される新しい野菜の保管空間を確保するためである。

### パスタ
細長く加工された形のパスタが郷土料理のひとつとして食べられていた地域としては、イタリア、および西洋の中ではシチリア島が記録上最も古い。その歴史は12世紀頃まで遡り、シチリア王国に関するいくつかの風習を綴ったムハンマド・アル＝イドリースィーの書物『ルッジェーロの書』中で明らかにされている。
スパゲッティ・アイ・リッチ・ディ・マーレ（ウニを用いたスパゲッティ）やパスタ・コン・レ・サルデ（イワシのパスタ）、カターニア発祥の名物料理であるパスタ・アッラ・ノルマは、シチリアらしさのある代表的なパスタ料理である。その他、カネロニも一般的なパスタ料理である。東シチリアでは、人気のあるもう一つの料理は、カプリアートを用いたパスタも一般的である。

### メインディッシュ
シチリア島の典型的なコース料理では、パスタの後に肉や魚を主たる材料としたメインディッシュ（セコンディ）が供される。魚介類を主材料としたメインディッシュは、クスクス・アル・ペッシェやペッシェ・スパーダ・アッラ・ギオッタ（メカジキを用いた料理）などがある。

### デザート、および菓子
菓子類もシチリア島の名物の一つである。例としては、フルッタ・マルトラーナやメッシーナのピニョラータ、ブッチェラート、カンノーロ、グラニテ、カッサータ・シチリアーナ、クロチェッタ・ディ・カルタニセッタ（製法が失伝したものの、2014年に発見された菓子）などが挙げられる。
シチリアのキャンディは9世紀にアラブのキャンディ職人から強い影響を受けたため、他のヨーロッパの地域よりもアラブの影響が残っている。マルチパンフルーツは、14世紀にマルトラーナのエロイーズ修道院で発明された可能性がある。17世紀から18世紀にかけては、多くのシチリアの修道院でキャンディやペイストリーが作られていたが、中には子孫繁栄をテーマにしたものもあった。パレルモ聖処女修道院は唯一この伝統を守っており、シチリアのアガタを称えて乳房の形をしたケーキを作っている。

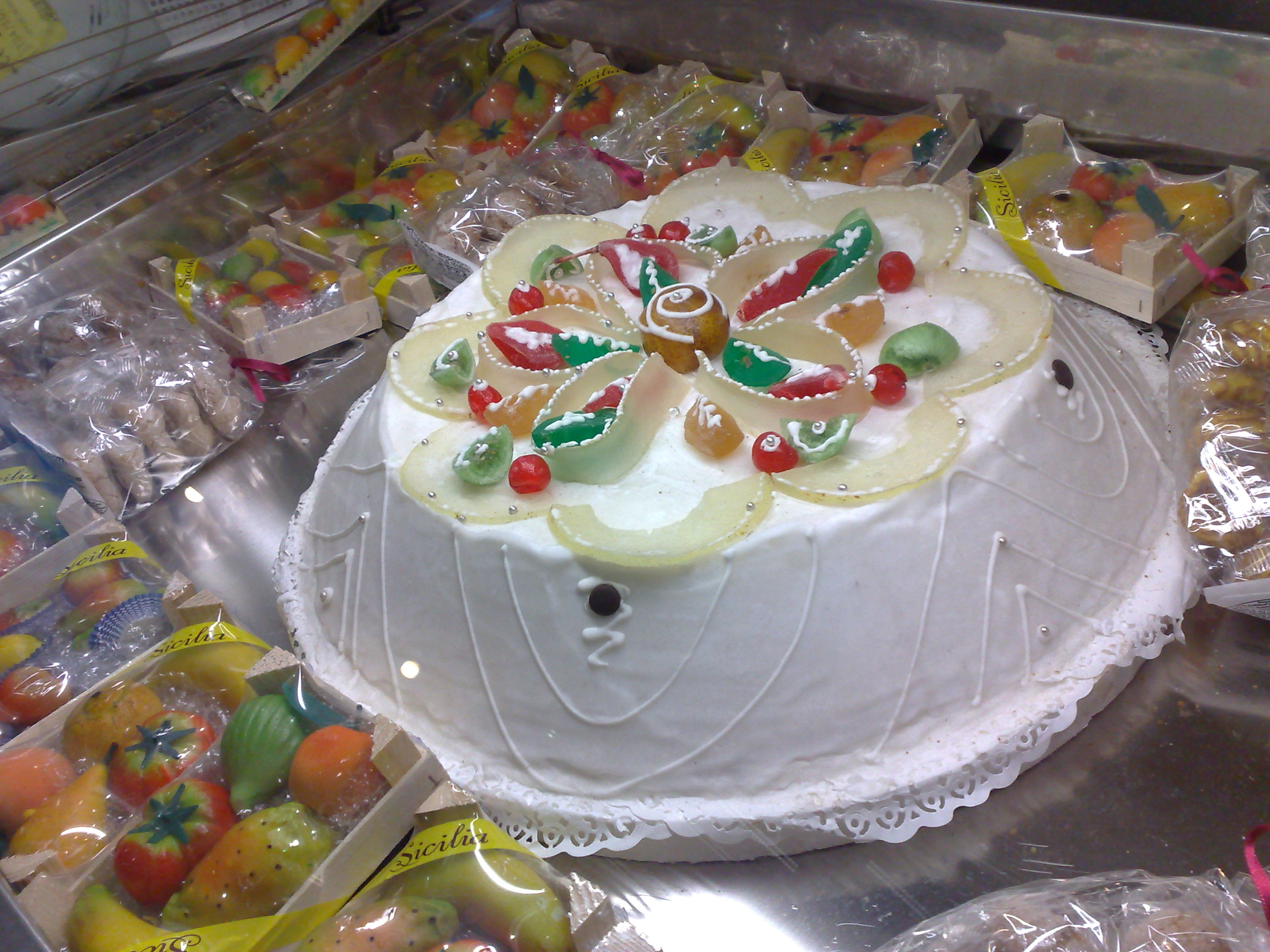
カッサータはシチリアの一般的かつ伝統的なデザートである。

伝統的な砂糖の像であるプーパ・ディ・チェーナは、現代の有名人や文化人をかたどったものもあるなど、今でも作られている。

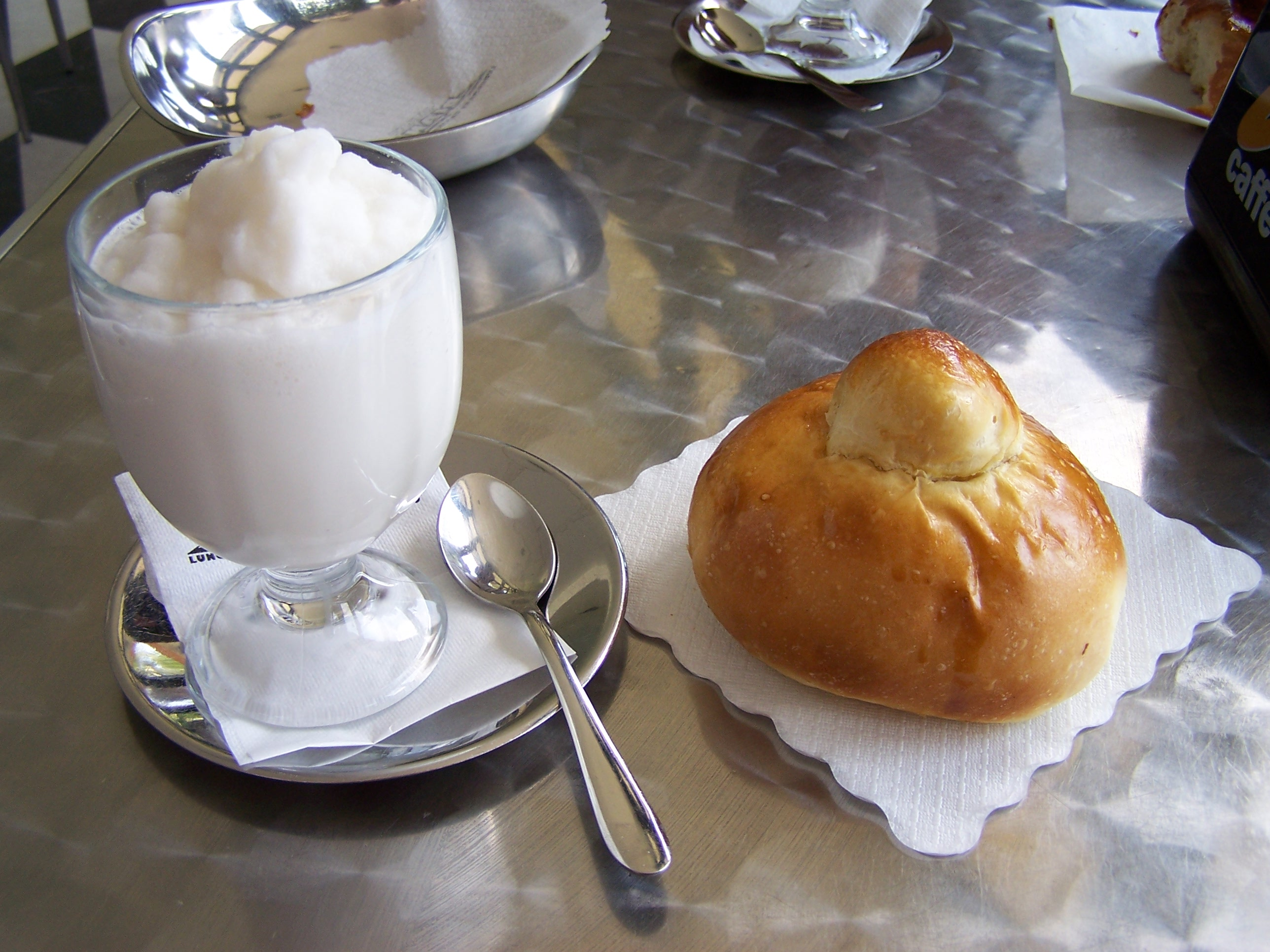
アーモンドのグラニテとブリオッシュ

グラニテ（グラニータ）は特に有名で、広く知られている。砂糖と水、香料を材料とした半冷凍の菓子であり、シチリア島が発祥である。一般にはメッシーナやカターニアが発祥地だとされるが、特定のシチリアの都市が発祥であるという明確な証拠はない。グラニテはシャーベットやイタリアンアイスに似ているが、シチリアの殆どの地域では、それらの氷菓よりも粗く、より結晶状の食感を持つ。料理評論家のジェフリー・スタインガーテンは、「都市によって好まれる食感は異なるようだ」と述べている。西海岸の都市やパレルモでは最も粗い一方で、東部ではシャーベットに近い滑らかな食感を有する。これは主に冷凍技術の違いによるもので、滑らかなグラニータはジェラートマシンで製造される一方、粗いグラニータは時折攪拌しながら凍らせ、その後削って結晶を分離させる。

### 果物

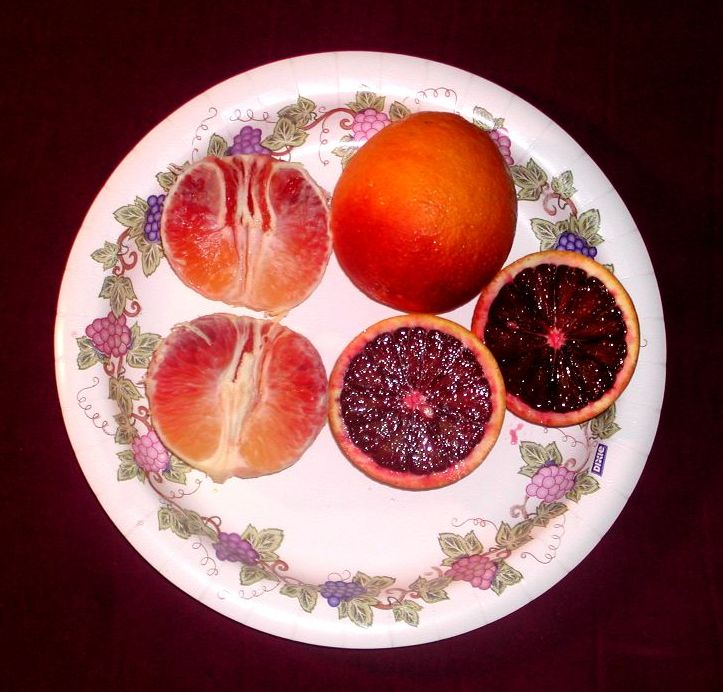
タロッコブラッドオレンジ

柑橘類は、シチリア料理で一般的な食材である。大多数は9世紀から11世紀の間にアラブ人によって持ち込まれたものだが、ブラジルのワシントンネーブルなど、最近になってもたらされた品種もある。シチリアで見られる柑橘類の例は以下の通りである。
- ビオンド・コムーネ：「ごく普通のブロンドの」オレンジ
- オヴァーレ：4月から5月にかけて熟し、果肉が緻密な品種
- サングイーニョ・コムーネ：1月から4月にかけて収穫される一般的なブラッドオレンジ
- ワシントン・ネーブル：1940年代から50年代にかけてブラジルからもたらされた品種。主にリベラ、およびシャッカ近郊で栽培されており、11月から1月の間に収穫される。
- サングイネッラ：苦みを有するブラッドオレンジで、1月から4月にかけて、パテルノ・サンタ・マリア・ディ・リコディーアやパラゴニーア、スコルディーア、およびフランコフォンテで見られる。
- タロッコ：高品質のブラッドオレンジで、11月から1月にかけてカターニア、シラクサ、およびフランコフォンテで見られる。
- タロッコ・ダル・ムーソ：フランコフォンテで見られる釣鐘型のオレンジ。
- バレンシアオレンジ：前述のオヴァーレに似ており、菓子類によく使用される。
- モロ：果実は深紅色を呈している。1月中旬から4月末にかけてレンティーニ、スコルディーア、フランコフォンテで見られる。
- コムーネ：一般的なマンダリンオレンジ（日本のミカン）の品種
- マンダリーノ・タルディーヴォ・ディ・チャクッリ：シチリアで見られるマンダリンオレンジの別品種
- フェンミネッロ（シラクサレモン）：シチリア産レモンの80%を占める品種。カターニアやシラクサ、メッシーナ、パレルモで見られる。
- モナケッロ：レモンの一種。10月から3月にかけて収穫され、前述のフェンミネッロよりも干ばつに強い。
- ヴェルデッロ：ライムの一種。生育が良く、5月から9月にかけて収穫される。

### ワイン、および酒類

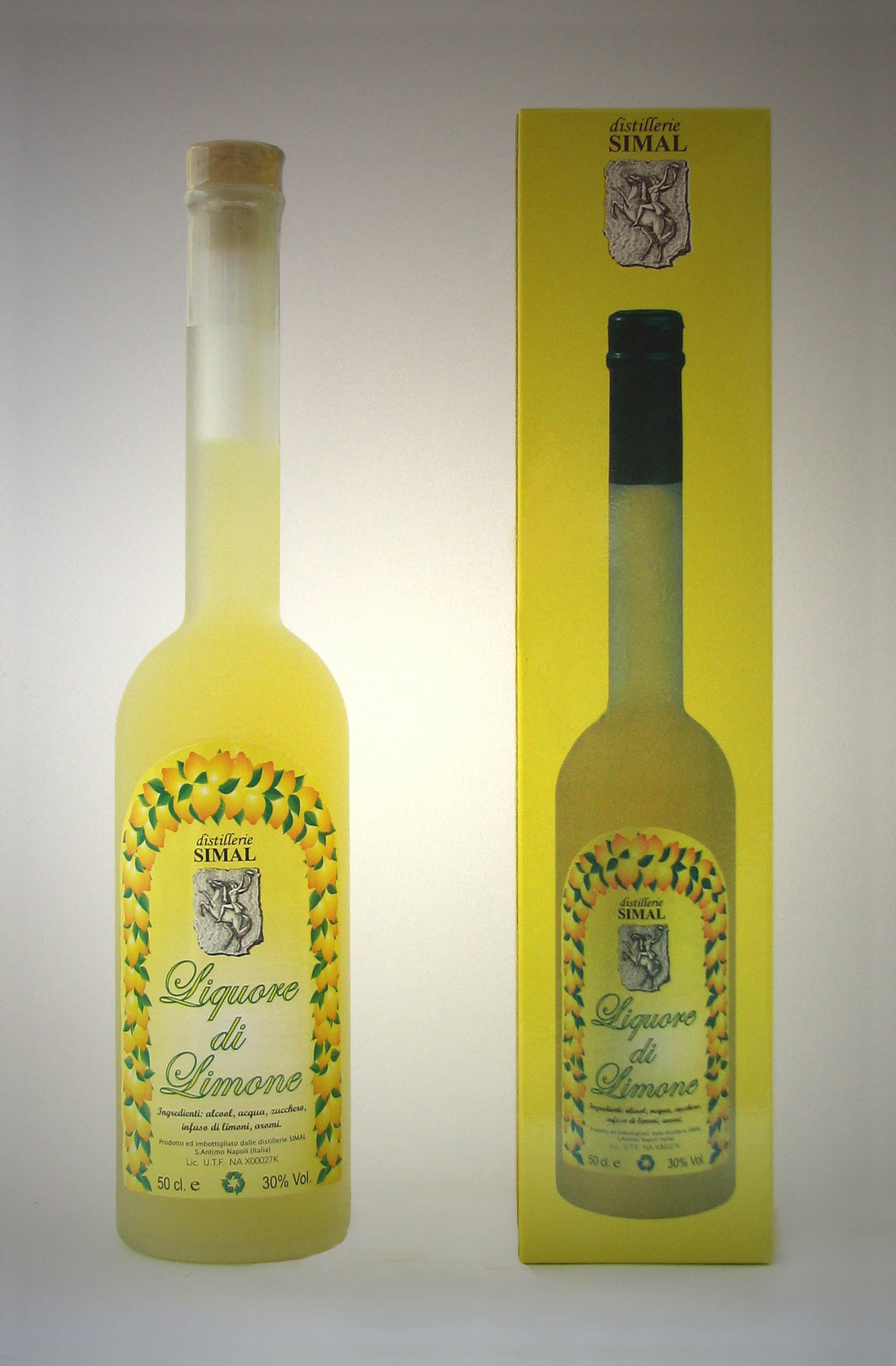
リモンチェッロは、シチリアでは一般的な強いレモンリキュールである。

シチリアにおいては、食事の際に提供される飲み物はワインである。シチリアの土壌と気候は、とりわけエトナ山の恩恵により理想的なブドウの栽培環境であり、少なくとも紀元前4000年からワイン造りの伝統が存在している。今日ではシチリアのすべての自治体でワインが生産されており、現代的な方法で生産されたシチリアワインは、欧州ワイン市場で確固たる地位を築いている。
シチリア産の赤ワインはアルコール度数が12.5%から13.5%であり、夕食時にローストやグリルした肉と合わせて飲まれることが多い。著名な赤ワインには、チェラスオーロ・ディ・ヴィットリアやネロ・ダーヴォラがあり、主にノート（シラクサ）周辺で醸造されている。辛口の白ワインやロゼワインは度数が11.5%から12.5%であることが多く、主に魚料理や鶏肉料理、パスタ料理に合わせて飲まれる。また、シチリアではマルサーラ（酒精強化ワイン）やマルヴァジーア・デッレ・リパリなどのデザートワインの醸造でも知られている。
他の一般的なシチリアの酒類には、レモンのリキュールであるリモンチェッロや、食後の消化を助けるためによく飲まれる薬草酒のアマロアヴェルナがある。

### 屋台料理

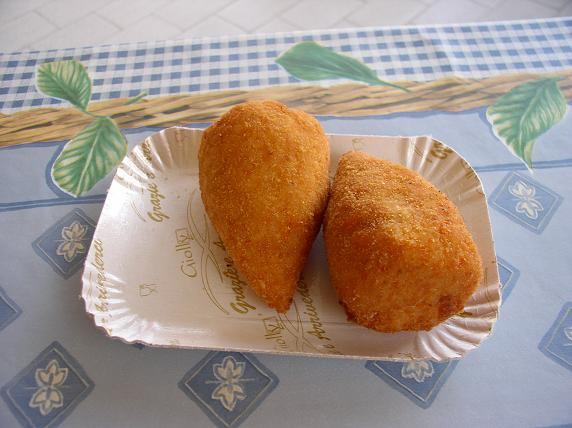
シチリアの都市・ラグーザのアランチーニ。アランチーニは揚げた（稀に焼くこともある）ライスコロッケで、通常はラグーソースやトマトソース、モッツァレラチーズかエンドウ豆を詰め、パン粉をまぶしている。

シチリア人は屋台料理を大量に食べることで知られており、有名なアランチーニ（よく揚げたライスコロッケ）もその一つである。一般的な屋台料理としては、パレルモのパーネ・カ・メウサやパーネ・エ・パネッレ、カターニアのカルトッチャーテやチポッリーネ、メッシーナのフォカッチャ・メッシネーゼやピドーネ・メッシネーゼ（シチリア方言では「ピドーネ」をピトーネ、またはピドゥーネのように発音する）などが挙げられる。